# Halo 4
Halo 4 ist ein Ego-Shooter und das achte Spiel der Halo-Spieleserie. Der Teil wurde am 4. Juni 2011 auf der E3 2011 angekündigt und am 6. November 2012 für die Xbox 360 veröffentlicht. Halo 4 ist das erste Spiel einer neuen Halo-Trilogie mit der Bezeichnung Reclaimer Trilogy. Während Bungie alle vorherigen Titel der Halo-Serie bis auf Halo Combat Evolved Anniversary entwarf, wurde die Entwicklung von Halo 4 von Microsoft an 343 Industries übergeben. Die Spielhandlung startet vier Jahre nach den Ereignissen von Halo 3. Erstmals seit Halo 3 ist der Master Chief wieder als Protagonist spielbar. Auch die KI Cortana ist wieder ein Bestandteil des Spiels.

## Handlung
Im Jahr 2557, vier Jahre nach den Ereignissen aus Halo 3, befindet sich der Master Chief John-117 immer noch in Kryostase an Bord der zerstörten Forward Unto Dawn. Die KI Cortana weckt ihn aus dem Hyperschlaf, da sie auf eigenartige Signale aufmerksam wurde. Schnell wird klar, dass das Schiff über dem Blutsväter-Planeten Requiem kreist und von einer Allianzflotte umgeben ist. Der Chief widersetzt sich den gelandeten Bodentruppen der Allianz und zerstört mit einer Rakete einen Allianzkreuzer. Der Blutsväter-Planet beginnt das Schiff und die Allianzflotte anzuziehen. Der Versuch mit einer Rettungskapsel zu entkommen, scheitert. Die Gravitation zieht den Master Chief in die Schwerelosigkeit, woraufhin er bewusstlos wird und auf den Planeten zu rast.
Zwischen den abgestürzten Trümmerteilen des Wracks auf Requiem kommt er wieder zu sich. Cortana gesteht ihm, dass sie mit dem Alter von acht Jahren die übliche Betriebszeit einer KI überschritten hat und aufgrund dessen begonnen hat zu degenerieren. Deswegen beschließen sie ihre Schöpferin, Dr. Catherine Elizabeth Halsey, auf der Erde zu finden, um die KI zu retten. Bevor der Plan in die Tat umgesetzt werden kann, wird Cortana auf ein verzerrtes Signal aufmerksam. Mit der Zeit wird das Signal geringfügig besser und Cortana kann es als UNSC-Signal identifizieren. Um das Signal verstehen zu können, beschließen die beiden die Störquelle im Zentrum des Planeten zu beseitigen. Cortana gelingt es mit einer Konsole ein Portal zum Mittelpunkt zu öffnen. Zeitgleich erscheinen Prometheaner, doch bevor es zu einem Kampf kommt, springt der Master Chief mit Cortana in das Portal.
Im Inneren des Planeten angekommen, finden der Chief und Cortana eine Sphäre vor und das Signal der Infinity wird endlich klar: Die Crew will Requiem betreten. Dem Chief und Cortana gelingt es den Schutzschild des Satelliten lahmzulegen um die Infinity vor dem Gravitationstrichter zu warnen, der auch John-117 zum Verhängnis wurde. Als der Chief den Satelliten aktiviert und eine Nachricht zur Infinity senden will, stellt sich heraus, dass es sich bei dem Satelliten um ein Blutsväterschiff handelt, dass den Blutsväter-Didaktiker gefangen hielt. Er erklärt John-117, dass er Rache an der Menschheit üben will. Der Master Chief kann der Gefahr entkommen und macht sich auf die Suche nach der inzwischen gestrandeten Infinity.
Auf dem Weg dorthin trifft der Chief auf Offizier Thomas Lasky, Sarah Palmer und einige andere Marines, welche von der Infinity als Aufklärungstrupps im Dschungel unterwegs waren. Gemeinsam fliegen sie mit einem Pelican zurück zur Infinity und treffen dort auf Commander Andrew Del Rio, welche John-117 erklärt, dass es die Mission der Infinity sei Halo-Installationen zu finden und stillzulegen und jene auf Requiem vermuteten. Damit die stark beschädigte aber noch Flugtaugliche Infinity wieder abheben, kann, muss das Team zuvor das Trichtersystem neutralisieren.
Dabei dringt John-117 in die Einrichtung des Trichters ein und findet eine Nachricht der Bibliothekarin, die Frau des Didaktikers. Sie enthüllt, das die Blutsväter auf der Suche nach dem Erzeuger sind, einer uralten Maschine, die vor Urzeiten den Siegeszug der Menschheit in der Galaxie unterbrach. Dabei handelt es sich jedoch um einen Irrtum, denn der Mensch war auf der Flucht und nicht auf einem Feldzug. Als die Rache der Blutsväter eskalierte, gelang es der Bibliothekarin ihren Mann zu retten und sein Kryptum zu versiegeln, doch alle anderen Blutsväter wurden von den Halos ausgelöscht. Es stellt sich heraus, dass die Bibliothekarin Vorbereitungen getroffen hat, um einen erneuten Krieg zwischen Mensch und dem Blutsväter-Didaktiker vorzubeugen. John-117 ist kein gewöhnlicher Mensch, sondern genetisch jahrelang geplant, sodass sie ihm Immunität gegen den Erzeuger verleihen kann.
Währenddessen gelingt es der Infinity den Trichter mit einer Rakete zu zerstören. Der Master Chief versucht mit seinem neu erlangten Informationen Commander Andrew Del Rio davon zu überzeugen den Didaktiker aufzuhalten, doch er hält weiter an der Mission der Infinity fest. Die Situation eskaliert und der Chief verlässt die Infinity mit einem Pelican, den er von Thomas Lasky erhält, um den Didaktiker zu verfolgen. Schlussendlich wird der Erzeuger in einer Einrichtung namens Ivanoff-Wissenschaftsstation gefunden. Beim Ansteuern der Station zeigt sich, dass Cortana immer instabiler wird.
John-117 trifft die Leiterin der Station und erklärt ihr, dass der Erzeuger von hier weggebracht werden muss. Sie erwidert, dass man diesen nicht ohne weiteres bewegen könne, allerdings befinden sich in der Einrichtung Havok-Bomben, welche die Station zusammen mit dem Erzeuger vernichten könnten. Entgegen der Vermutung der Wissenschaftlerin gelingt es dem Didaktiker doch, den Erzeuger mit Hilfe seines Schiffes zu bewegen und die Situation zerfällt in Chaos. Der Didaktiker feuert mit dem Erzeuger auf die Station und löscht alles Leben aus. Nur John-117 überlebt auf Grund seiner Immunität. Ausgerüstet mit einer der Havok-Bomben nimmt der Master Chief die Jagd auf den Blutsväter-Didaktiker auf.
Die Situation spitzt sich zu, als sich John-117, der Didaktiker und die Infinity – inzwischen unter der Kontrolle von Thomas Lasky – der Erde nähern. Es gelingt der Infinity ein Loch in das Schiff des Didaktiker zu schießen, damit John-117 eindringen kann. Der Erzeuger hat bereits damit begonnen auf die Erde zu feuern und eine Großstadt auszulöschen. Beim Versuch den Erzeuger mit der Bombe zu zerstören, kommt es zum Kampf zwischen dem Master Chief und dem Didaktiker. Der Chief ist dem scheinbar unbesiegbaren Didaktiker völlig unterlegen. Erst als Cortana den Blutsväter-Didaktiker in Form eines Computervirus angreift und so außer Kraft setzt, kann der Chief ihn schlussendlich überwältigen und in den Erzeuger stürzen. In einem Selbstmordkommando zündet der Chief die Bombe und zerstört das Schiff mitsamt des Erzeugers. Der Chief überlebt, da Cortana ihn in einer Sphäre aus Hartlicht geschützt hat, sich aber selbst damit opferte. Der im All schwebende Master Chief wird von der Infinity gerettet.

## Spielprinzip

### Unterschiede zum Vorgänger
In Halo 4 liegt der Fokus auf Erkundung und Mystery anders als bei den bisherigen Spielen der Halo-Spieleserie, welche auf den Ego-Shooter-Charakter setzten. Da der Großteil der Handlung auf dem Blutsväter-Planeten Requiem stattfindet, stehen auch Blutsväter-Technologien mehr im Vordergrund als in den vorangegangenen Halo-Spielen. Die Kampagne von Halo 4 unterteilt sich in acht Missionen.

### Mehrspieler
Der eigentliche Mehrspielermodus wird in Halo 4 Infinity genannt, da der Modus auf dem gleichnamigen Schiff spielt und man sozusagen Crew-Mitglied ist. Er unterteilt sich in folgende Untermodi: Kriegsspiele, Spartan-Einsätze und den Schmieden-Modus. In Halo 4 wird ein besonderer Wert auf das Konfigurieren und Anpassen der eigenen Spielfigur und des eigenen Spielstils im Mehrspielermodus gelegt. Man kann wie auch in Halo: Reach seine Panzerung komplett anpassen, Ränge aufsteigen und Panzerungsfähigkeiten wählen. Neu ist jedoch, dass man je nach Spielstil verschiedene Taktik- und Upgradepakete konfigurieren und auch eigene Waffenklassen erstellen kann. Neben den herkömmlichen Vehikeln Wraith, Ghost, Banshee, Warthog, Mongoose und Scorpion Tank gibt es noch den Mantis. Dieses neue UNSC-Fahrzeug ist im Grunde ein großer Mech, welcher über drei verschiedene Angriffsmodi verfügt.

#### Kriegsspiele
Als Kriegsspiele (engl.: War Games) wird in Halo 4 der auch aus Halo: Reach bekannte Mehrspielermodus bezeichnet. Der Name geht auf die Geschichte des Modus im Spiel ein, da die Spartans in einem großen holografischen Raum ihre Fähigkeiten unter der Aufsicht einer Kriegsspiel-KI verbessern sollen. Als Spieltypen des Modus sind bereits der klassische Showdown, der Infinity-Showdown und Königsmörder angekündigt. Weiterhin gibt es einen neuen Modus namens Dominion, in dem verschiedene Basen erobert werden müssen, um zu punkten. Auch wurde neu der Flood Mode eingefügt, der Nachfolger des Infection Mode aus Halo: Reach ist. Es stehen am Anfang zwei infizierte Menschen (Flood), welche übermenschliche Kräfte besitzen, acht gesunden Menschen (Spartans), welche Shotgun und Pistole haben, gegenüber. Die Floods müssen alle Spartans mit ihrer Klaue infizieren, während die Spartans drei Minuten überleben müssen, um zu gewinnen. Dabei können die Floods, nachdem sie tot sind, wieder ins Spiel einsteigen, während die Spartans bei einem Infekt als Spartans ausgeschieden sind und nur als Flood wieder einsteigen können.
Am 10. Dezember 2012 veröffentlichte 343 Industries das erste zusätzliche Kartenpaket namens Crimson Map Pack. Das Kartenpaket beinhaltet die drei neuen Karten Harvest, Shatter und Wreckage zum Preis von 800 Microsoft Points.
Es folgten das Majestic Map Pack (mit den Maps Landfall, Monolith und Skyline) am 25. Februar 2013, sowie das Castle Map Pack (mit den Maps Daybreak, Outcast und Perdition) am 8. April 2013.

#### Spartan Ops
In Halo 4 gibt es einen neuen Spielmodus namens „Spartan Ops“, der entweder alleine, per Splitscreen oder mit bis zu drei weiteren Spielern online gespielt werden kann, in welchem der Spieler in der Rolle eines Spartans aus dem Feuerteam Crimson Missionen erfüllen muss. Wöchentlich erschien ein neues Kapitel, in denen jeweils fünf Missionen zu erfüllen sind. Unterstützt wird der Spieler von der UNSC Infinity sowie den Spartans Sarah Palmer und James Miller. Spartan Ops ersetzt den Spielmodus Feuergefecht (engl.: Firefight) aus Halo: Reach und Halo 3: ODST. Es sind bisher 50 Missionen erschienen.

#### Schmiede
Ebenfalls als Spielmodus verfügbar ist die aus Halo 3 und Halo: Reach bekannte Schmiede. Der Modus wurde nicht von 343 Industries entwickelt, sondern von einem externen Studio namens Certain Affinity, das von einem ehemaligen Bungie-Mitarbeiter gegründet wurde und sich ausschließlich mit der Entwicklung des Schmiede-Modus beschäftigte. Es wurden mehrere Neuerungen und Verbesserungen angekündigt. Statt einem gibt es jetzt mehrere Landschaftshintergründe, die Grafik wurde verbessert und die Steuerung vereinfacht.

## Verschiedenes
Im Deutschen leiht dem Master Chief diesmal Tobias Kluckert die Stimme, der u. a. schon Gerard Butler synchronisierte. Der Charakter des Didaktikers wurde von Christian Rode synchronisiert.

### Merchandising
- Der Soundtrack zum Spiel wurde von Neil Davidge übernommen. Er erschien im November 2012 im Handel mit dem Titel Halo 4 – Original Soundtrack und wurde von 7hz Records hergestellt, die Veröffentlichung in deutschsprachigen Ländern übernahm Soulfood.
- Eine Verfilmung mit dem Titel Halo 4: Forward Unto Dawn erschien Ende 2012 zusammen mit dem Spiel. Es handelt sich hierbei um eine Live-Action-Miniserie, bestehend aus fünf Episoden, welche ab dem 5. Oktober 2012 auf Halo Waypoint und YouTube veröffentlicht wurde. Eine ungeschnittene Version sowie ein Making-of ist in der Limited Edition des Spieles enthalten.[18] Darsteller sind unter anderen Tom Green, Anna Popplewell, Osric Chau, Daniel Cudmore, Mike Dopud sowie Ayelet Zurer. Regie führte Stewart Hendler. Nach Angaben der US-Tageszeitung Los Angeles Times soll die Serie zwischen vier bis acht Millionen Euro gekostet haben.[19] Die Geschichte handelt vom Charakter Thomas Lasky, der durch seine Laufbahn begleitet wird.
- Ein offizielles Art Book mit dem Titel Awakening: The Art of Halo 4 erschien im Jahr 2012 von Paul Davies bei Titan Books.

## Fortsetzung
Auf der Spielemesse E3 im Jahr 2013 wurde von Microsoft offiziell Halo 5: Guardians angekündigt, der Entwickler ist erneut 343 Industries. Das Spiel ist die Fortsetzung der Reclaimer-Trilogie. Die Veröffentlichung war am 27. Oktober 2015.